# Christine D'haen
Christine D'Haen (n. 25 octombrie 1923, Sint-Amandsberg⁠(d), Flandra, Belgia – d. 3 septembrie 2009, Brugge, Flandra, Belgia) a fost o scriitoare flamandă.